# Callicebus caquetensis
Callicebus caquetensis là một loài khỉ được mô tả lần đầu năm 2010 ở khu vực Amazon thuộc Colombia.
Đây là loài đặc hữu Colombia, được tìm thấy ở tỉnh Caqeta.

## Hình ảnh

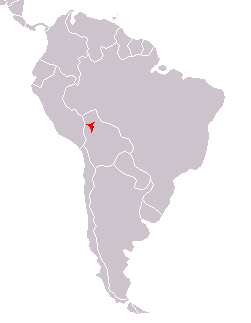
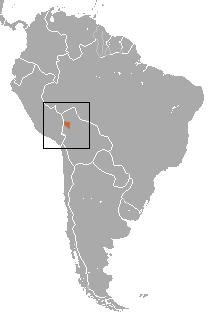